# Carlos Roberto Reina

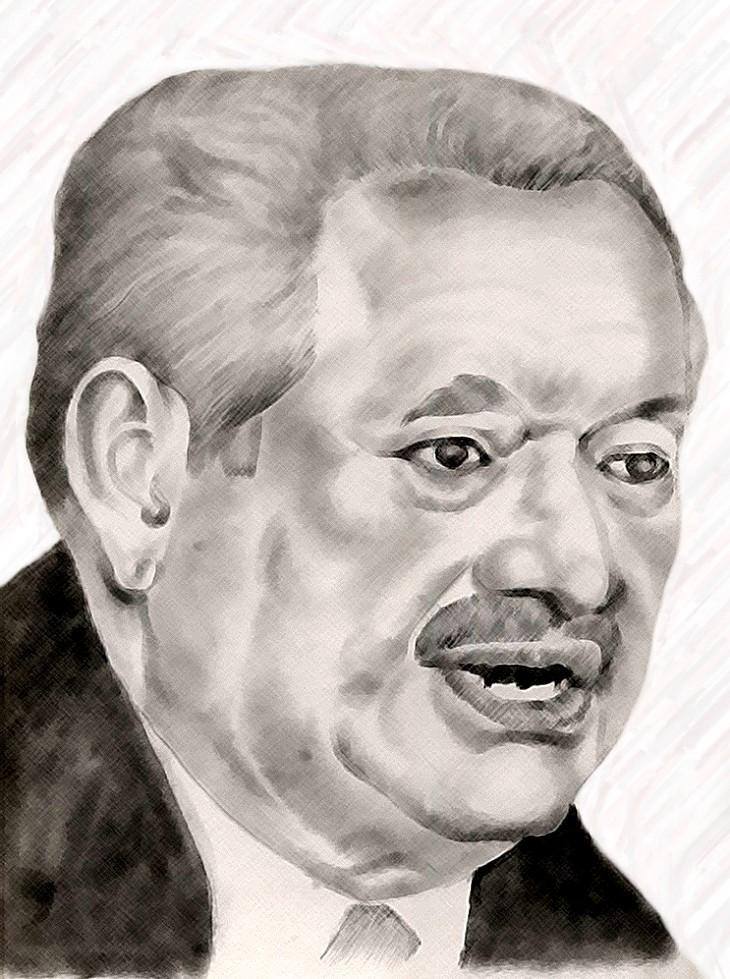
Tekening van Carlos Roberto Reina

Carlos Roberto Reina Indiáquez (Comayagüela, 13 maart 1926 - Tegucigalpa, 19 augustus 2003) was een Hondurees politicus die van 27 januari 1994 tot 27 januari 1998 president van Honduras was.

## Biografie

### Opleiding en carrière
Carlos Roberto Reina werd op 13 maart 1926 geboren in Comayagüela geboren. Hij studeerde rechten en sociale wetenschappen aan de Universidad Nacional Autónoma de Honduras in Tegucigalpa. Na het voltooien van zijn studies volgde hij postdoctorale studies in Londen en Parijs. Na zijn opleidingen was hij rechter, o.a. bij de rechtbank van Tegucigalpa. Later was hij ook lid van het Internationaal Gerechtshof, gevestigd in het Vredespaleis in Den Haag. Daarnaast was hij ruim dertig jaar hoogleraar aan de Universidad Nacional Autónoma de Honduras en enige tijd ambassadeur in Parijs (1960-1963).
Carlos Roberto Reina was reeds op jonge leeftijd politiek actief voor de Liberale Partij van Honduras (Partido Liberal de Honduras) en in de jaren 60 was hij hoofdredacteur van El Pueblo, de krant van de PLH. Vanwege zijn politiek activisme zat hij meerdere malen gevangen: in 1944 werd hij opgepakt tijdens een demonstratie tegen dictator Tiburcio Carías en in de jaren 60 werd hij tweemaal gevangengezet vanwege zijn verzet tegen de militaire dictator, generaal Oswaldo López, die door middel van het leger bijna twaalf jaar over Honduras regeerde. Reina was gedurende zijn leven een groot verdediger van de democratie en de mensenrechten. In 1979 werd hij president van het Inter-Amerikaanse Hof van de Mensenrechten (tot 1985).
In 1965 werd Reina voor het eerst in het Nationaal Congres van Honduras (Congreso Nacional) gekozen.
Carlos Roberto Reina klom binnen de PLH op tot voorzitter van de Centrale Uitvoeren Raad (CCE) en probeerde samen met zijn broer, Jorge Arturo Reina, de PLH in sociaaldemocratische richting te stuwen, iets wat op verzet stuitte van de dominerende rechtervleugel van de partij onder Modesto Rodas Alvarado (wiens aanhangers de Rodistas werden genoemd). In 1983 werden Carlos Reina en zijn broer uit het bestuur (CCE) van de PLH gestoten. Uit reactie hierop richtten de gebroeders Reina de Revolutionaire Democratische Liberale Beweging (M-Líder) binnen de PLH opgericht.
Reina's socialistische sympathieën leidden tot een hechte vriendschap met de toenmalige Cubaanse president Fidel Castro, die hem motiveerde om meerdere bezoeken aan Cuba te brengen. Dankzij zijn vriendschap met Castro werd hij, onterecht, door een deel van de Hondurese bevolking gezien als een "communist." In werkelijkheid was Reina meer een sociaal liberaal.

### President
In het begin van de jaren 90 schoof de PLH op naar links. In 1993 werd Reina door de PLH genomineerd als presidenskandidaat. Reina voerde een sterke campagne waarin hij beloofde de dienstplicht af te schaffen en de macht van het leger in te perken. Daarnaast beloofde hij corruptie bij de overheid krachtig te bestrijden. Reina won de presidentsverkiezingen van 1993 met 52% van de stemmen, terwijl de tegenkandidaat van de Nationale Partij van Honduras (Partido Nacional de Honduras), Oswaldo Ramos Soto, ruim 40% van de stemmen kreeg..
Op 27 januari 1994 verving Reina Rafael Leonardo Callejas als president. Vicepresident werd generaal b.d. Walter López. Direct na zijn aantreden beloofde Reina het liberale economische beleid voort te zetten, maar daarnaast beloofde Reina om meer aandacht te gegeven aan sociale programma's voor de armen, die sterk te lijden hadden onder het economisch beleid van president Callejas. Een van de eerste maatregelen van Reina was de instelling van een speciale commissie die de corruptie onder overheidsfunctionarissen moest onderzoeken. Deze commissie deed belangrijk werk. Nadat de corruptie onder overheidsfunctionarissen in kaart was gebracht werd het overheidsapparaat gezuiverd en aan het einde van Reina's ambtstermijn was de corruptie sterk verminderd.
Reeds in zijn eerste jaar als begon president Reina met zijn Revolución moral, de moralistische revolutie, die naast tegengaan van corruptie, ook bedoeld was om de dienstplicht af te schaffen en de macht van het leger sterk in te perken. Dit laatste stuitte op fel verzet van het leger, dat de afgelopen decennia haar stempel op de politiek van het land had gedrukt. Reina slaagde erin om de macht die geconcentreerd was in de handen van hoge officieren over te hevelen naar burgerlijke autoriteiten, hierna werd - met behulp van de PNH - de dienstplicht afgeschaft. Uiteindelijk werd het leger omgevormd tot een Nationale Garde. De laatste maatregelen waren omstreden, volgens velen was een krachtig leger nodig in de strijd tegen de bendes, bovendien was het leger een belangrijke werkgever.
Op 27 januari 1998 droeg Reina het presidentschap over aan Carlos Roberto Flores (PLH). Tijdens het presidentschap van Reina werd de corruptie teruggedrongen - maar verdween geenszins -, maar criminaliteit en armoede bleven een groot probleem.

### Reina's dood
Van oktober 1998 tot 28 oktober 1999 was Reina voorzitter van het Centraal-Amerikaanse Parlement.
Op 19 augustus 2003 maakte Reina met een pistoolschot een einde aan zijn leven. Hij was 77 jaar geworden. Reina leed aan blaaskanker. Volgens zijn broer Jorge was zijn pijn ondraaglijk geworden.

### Familie
Carlos Roberto Reina was getrouwd met de Amerikaanse Bessy Watson. Uit dit huwelijk kwamen drie dochters voort: Karla Marina, Lolita en Florencia.

## Verwijzingen
1. 1 2 3  Carlos Roberto Reina, 77, President of Honduras in the 1990's - New York Times
2. ↑  Index Re-Ri
3. ↑  The Dictionary of Contemporary Politics of Central America and the Caribbean, door: Phil Gunson, Greg Chamberlain en Andrew Thompson, blz. 196 (1991)
4. 1 2  idem
5. ↑  De Grote Oosthoek Jaarboek 1993, door: red. De Grote Oosthoek, blz. 157